# 양촌초등학교 장원분교
양촌초등학교 장원분교는 대한민국 충청남도 논산시 양촌면 대둔로 199 (산직리)에 있었던 초등학교 분교이다.

## 연혁
- 1963년 9월 1일 반곡국민학교 장원분실
- 1969년 9월 1일 반곡국민학교 장원분교장 승격
- 1973년 3월 1일 장원국민학교로 승격
- 1993년 3월 1일 양촌국민학교 장원분교장
- 1997년 3월 1일 양촌초등학교로 통폐합